# Perényi László (színművész)
Perényi László, született: Predics László Antal (Szászrégen, 1910. április 23. – Baja, 1993. november 8.) magyar színész.

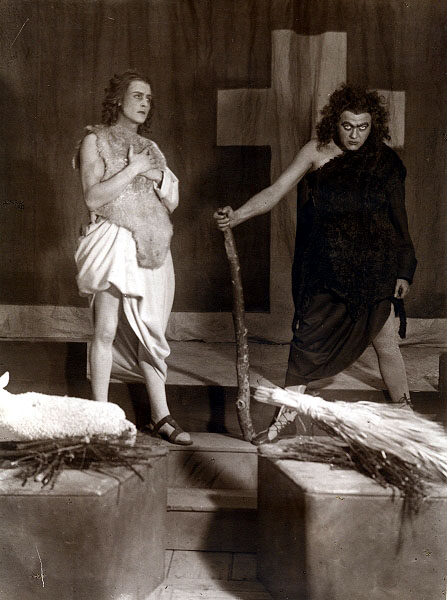
Voinovich Géza: Magyar passió. Szegedi Szabadtéri Játékok, 1931. Perényi László (Ábel), Harasztos Gusztáv (Káin)

## Életpályája
A kolozsvári főgimnáziumban tanult, majd 1930-ban végezte a Színművészeti Főiskolán, majd a Nemzeti Színházhoz szerződött. 1935–1941 között a Vígszínház tagja volt. 1941–1944 között az Új Magyar Színház színművésze volt. Szerepelt a Márkus Parkszínpadon és a Szegedi Szabadtéri Játékokon is. 1945 után játszott vidéken: 1951–1953 között Szolnokon, később az Országos Filharmónia rendezvényein. 1956–1958 között a Madách Színházban lépett fel. 1960–1963 között tagja volt a Békés Megyei Jókai Színház, majd 1963–1973 között a kecskeméti Katona József Színháznak, ahol később nyugdíjasként is foglalkoztatták.

## Magánélete
Predics Gyula és Finta Erzsébet fia. 1931. július 4-én, Budapesten feleségül vette Árpád Margit színésznőt, majd 1933-ban elváltak. 1935. augusztus 24-én, Budapesten másodszor is megnősült, felesége Moóry Lucy (Morbitzer Luca) színésznő lett, azonban egy év múlva tőle is elvált. Harmadik felesége Rácz Sári volt, Rácz Vilmosnak, a Színházi Magazin szerkesztőjének a lánya, vele 1939. júliusában kötött házasságot.

## Színpadi szerepeiből
- Sz. Étienne (Deval: Az ifjú pásztor)
- Cléante (Molière: A fösvény)
- Csongor (Vörösmarty Mihály: Csongor és Tünde)
- Jack (Maugham: Fenség, fizetek!)
- Jázon (Grillparzer: Médea)
- Malcolm (Shakespeare: Macbeth)
- Ponza (Pirandello: Mi az igazság?)
- Prospero (Shakespeare: A vihar)
- Sebők (Sarkadi Imre: Elveszett paradicsom)

## Filmjei
- A királyné huszárja (1935) – Ikerváry György báró
- A nagymama (1935) – Ernő, a grófné unokája
- Budai cukrászda (1935) – Dr. Demeczky László
- Vadrózsa (1939) – Dr. Ámon János, orvos
- Érik a búzakalász (1939)
- Havasi napsütés (1940) – Feri, sítréner
- Gyurkovics fiúk (1941) – Gyurkovics Milán
- Haláltánc (1941) – Dr. Gordon Péter, orvos
- Szűts Mara házassága (1941) – Báró Hargittay Bálint
- Az éjszaka lánya (1942) – Péter Ákos, festõ
- Enyém vagy (1942) – Bajcsy Miklós, szobrászművész
- Halálos csók (1942) – Giulio Pietro Sarelli herceg
- Házasság (1942) – Mohai, zongoramûvész
- Intéző úr (1942)
- Keresztúton (1942) – Guszti
- Gyanú (1944) – Nyáray Tibor
- Fiú vagy lány? (1944) – Galambos György
- Magyar sasok (1944) – Torday százados
- Rokonok (1954)

## Szinkronszerepei
| Év   | Cím                  | Szereplő           | Színész           | Szinkron év |
| ---- | -------------------- | ------------------ | ----------------- | ----------- |
| 1951 | A csavargó           | Raghunath bíró     | Prithviraj Kapoor | 1956        |
| 1954 | Keresem az igazságot | N/A                | N/A               | 1955        |
| 1955 | Az Anya              | Nyikolaj Ivanovics | Szergej Kurilov   | 1956        |